# TI-86

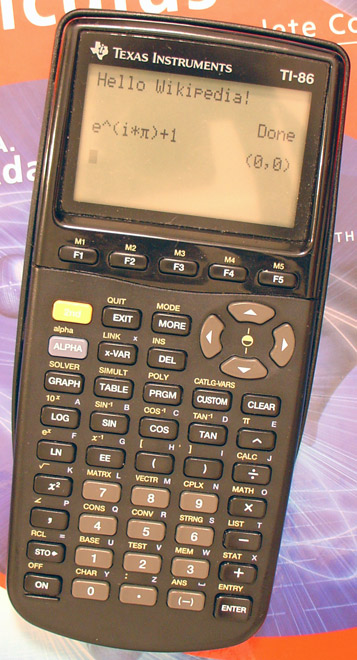
Calculadora TI-86.

La TI-86 fue una calculadora gráfica programable introducida en 1997 y producida por Texas Instruments. La TI-86 usaba el microprocesador Zilog Z80. Era parcialmente compatible hacia atrás (backward compatible) con la TI-85, un modelo más viejo.
Se puede pensar que la TI-86 es como la capa intermedia entre varias calculadoras de Texas Instruments, directamente por arriba de la línea de las TI-83 y TI-84. Además de tener una pantalla más grande que la TI-83, la TI-86 también permitía al usuario mecanografiar en letras minúsculas y letras griegas y ofrecía cinco teclas de función programables, que mejoraron la navegación del menú y se podían programar por el usuario para el acceso rápido a operaciones comunes como por ejemplo la conversión de decimal a fracción. La calculadora también manejaba vectores, matrices y números complejos mejor que la TI-83. Una desventaja, sin embargo, fue que el paquete de estadística de la gama TI-83 no venía precargado en la TI-86. Sin embargo, podía ser descargado, en común con muchos otros programas como Drugwars y otros juegos para la TI-86.
A pesar de la limitación de una pantalla monocromática en blanco y negro de la TI-86, era posible emular una escala de grises al cambiar rápidamente el estado de un píxel entre encendido (negro) y apagado (blanco). Esto creaba una ilusión óptica, y el pixel resultante era percibido como gris por el observador. Ajustando el balance entre el negro y blanco, múltiples grados de gris podían ser alcanzados.

## Especificaciones
- CPU: Zilog Z80 de 6 MHz
- RAM: 128 KB, de los cuales 96 KB eran accesibles por el usuario
- ROM: 256 KB no ampliables
- Pantalla: LCD monocromática de alto contraste con 128x64 píxeles
- Comunicación de datos: Puerto serial de enlace. Permite que dos calculadoras TI-86 sean conectadas entre sí, o un TI-86 con un PC, para la transferencia de datos vía un cable especial de enlace
- Lenguajes de programación: TI-BASIC, Ensamblador Z80 (ASM)